# Pedro Cabrita Reis
Pedro Cabrita Reis GOIH (Lisboa, 1956) é um dos principais artistas plásticos da sua geração e um dos artistas portugueses com maior reconhecimento internacional.  A sua obra engloba uma grande variedade de meios - pintura, escultura, fotografia e desenho. Pedro Cabrita Reis vive e trabalha em Lisboa.

## Carreira
Estudou no Liceu Pedro Nunes, em Lisboa. Formou-se na Faculdade de Belas Artes da Universidade de Lisboa. A sua primeira exposição individual, “25 Desenhos”, em 1981, foi na Sociedade Nacional de Belas Artes. Ainda durante os anos de faculdade fundou e dirigiu a revista Arte Opinião (1978-1982).
Em 1987 fez a sua primeira exposição individual internacional, “Anima et Macula”, na Cintrik Gallery, em Antuérpia, Bélgica. Desde então participou em importantes exposições internacionais, como na Documenta IX e Documenta XIV,  em Kassel (1992 e 2017), nas 21ª e 24ª Bienais de São Paulo (1994 e 1998).
Pedro Cabrita Reis participou também em várias edições da Bienal de Veneza:  representou Portugal com Rui Chafes e José Pedro Croft em 1995, participou em Aperto na Bienal de Veneza de 1997 a convite de Germano Celant, em 2003 representou Portugal na Bienal de Veneza além de ter mostrado um outro trabalho na mesma ocasião nos Giardini a convite de Francesco Bonami.
Em 2009 participou na X Bienal de Lyon, “Le Spectacle du Quotidien”, com a obra “Les Dormeurs”.  Em 2013, de regresso a Veneza, apresentou “A Remote Whisper” numa mostra individual no Palazzo Falier.

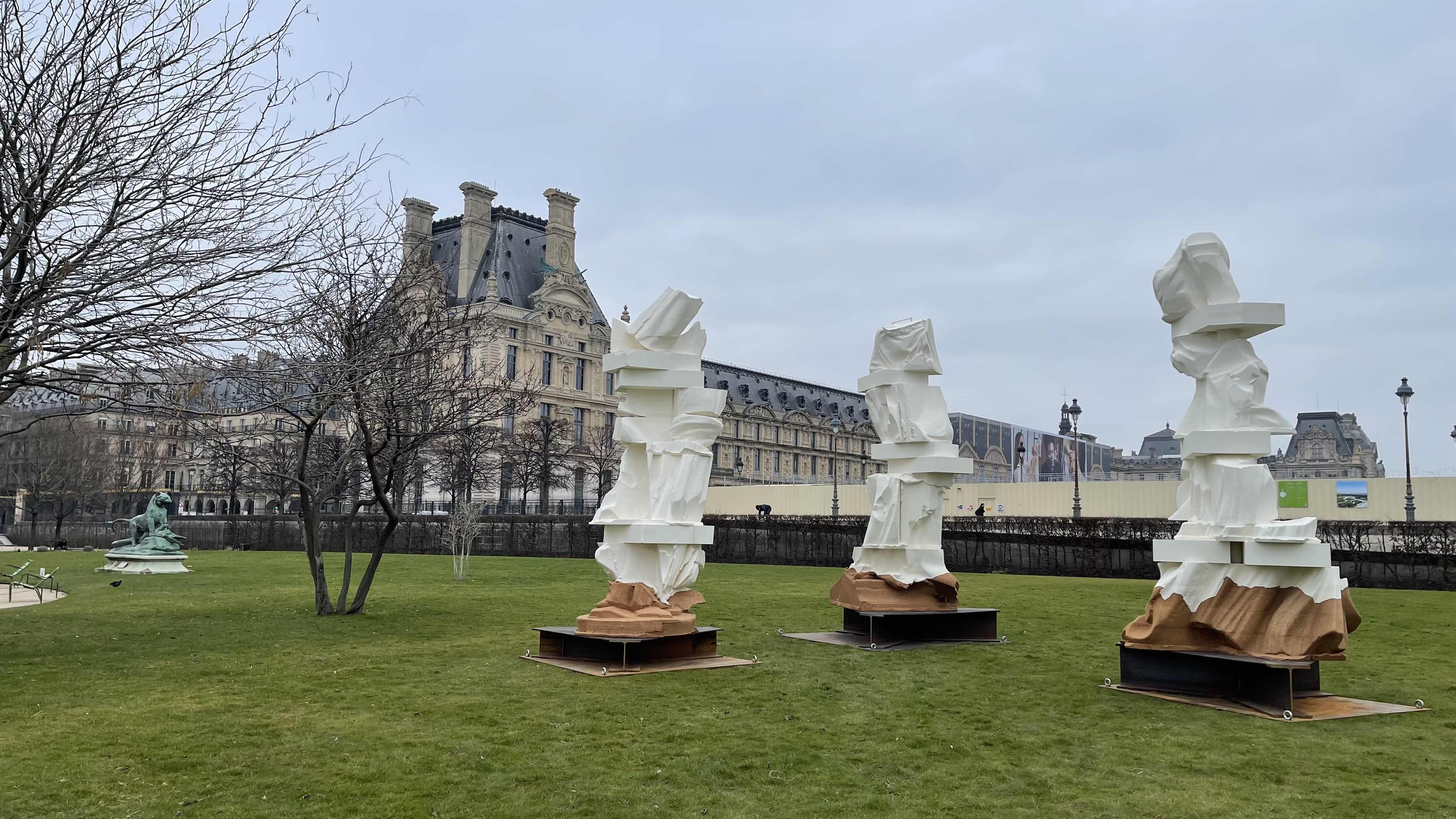
"Les Trois Grâces" (2022) no Jardim das Tulherias, Museu do Louvre

Em Fevereiro de 2022, a convite do Museu do Louvre e marcando a inauguração da Temporada Cruzada Portugal-França, apresenta no Jardim das Tulherias “Les Trois Grâces”. Obra que integra três esculturas trabalhadas em cortiça, tendo cada uma cerca de 4,50 m de altura e 500 quilos de peso, apoiadas sobre uma base em ferro com cerca de 400 quilos. Também em 2022, Cabrita Reis volta a estar presente em Veneza, por ocasião da 59ª Bienal, apresentando “Field”, uma obra de grandes dimensões concebida para a Chiesa di San Fantin.
A 19 de Maio de 2024 inaugurou a sua maior exposição individual de sempre, “Atelier”, celebrando 50 anos de trabalho, retrospectiva que reuniu mais de 1500 obras do seu acervo pessoal realizadas desde o início da década de 1970, incluindo ainda quase duas dezenas que foram executadas durante a montagem da exposição. A mostra ocupou oito pavilhões da Mitra, em Lisboa, e até 28 de Julho, data do encerramento, foi visitada por 17801 pessoas. 

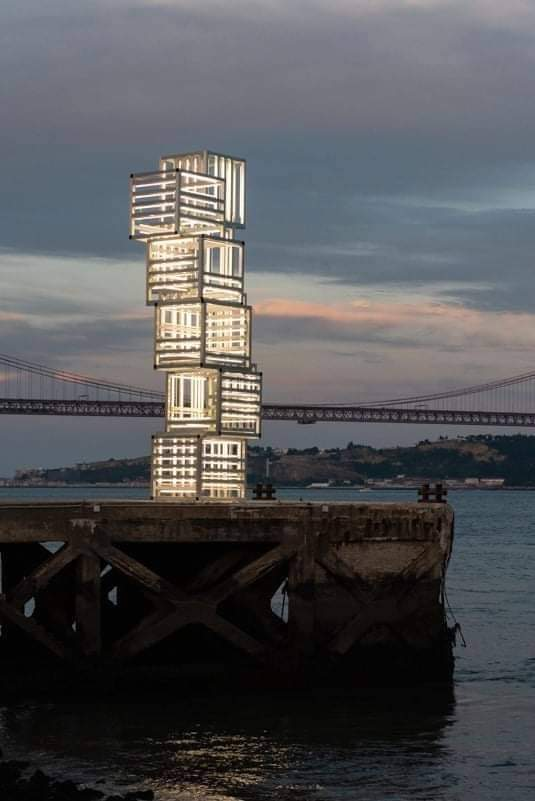
"Central Tejo" (2018), em Belém, Lisboa

Na sua carreira, Pedro Cabrita Reis conta com numerosas exposições individuais e coletivas, e obras suas integram as coleções de muitos museus nacionais e internacionais, entre os quais se destacam a Gulbenkian, a Tate Modern, The Arts Club of Chicago, a Hamburger Kunsthalle, Serralves, o MAAT, o S.M.A.K., o Centre Pompidou, a Culturgest, o IVAM, o CAC Málaga, o Museu Berardo, o Kunst Museum Winterthur, o Museo Jumex, a Ontario Art Gallery, o MUCEM, o MoMA PS1, o Museo Reina Sofia.

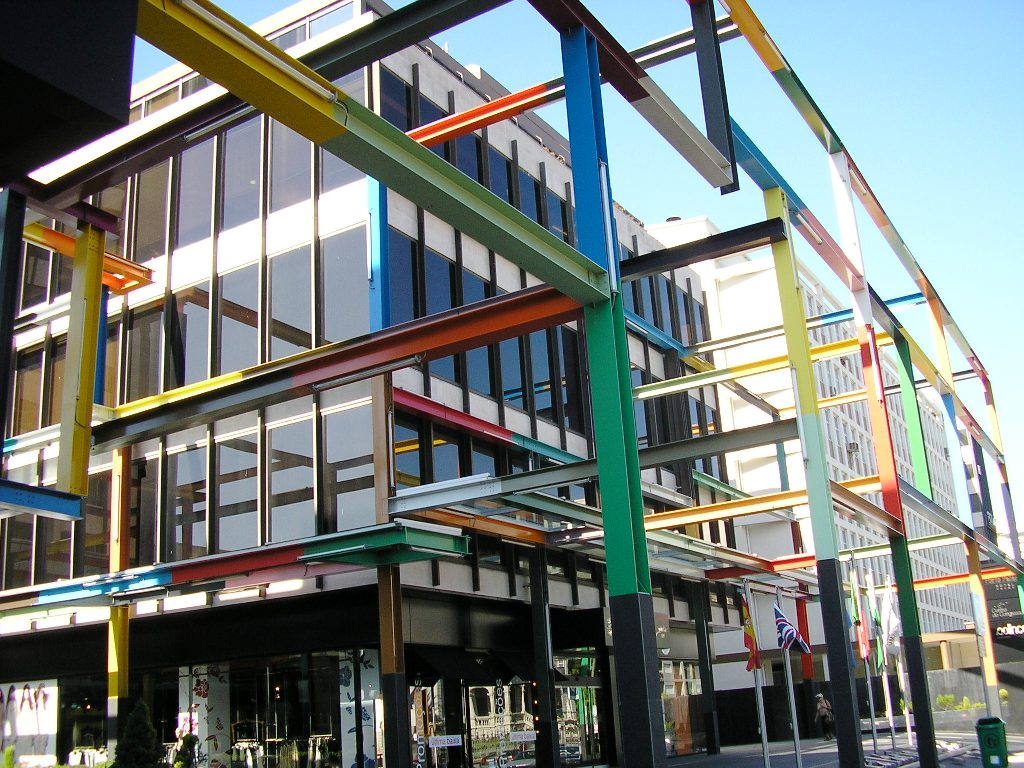
"Palacio" escultura no Porto

Pedro Cabrita Reis é ainda autor de várias obras de arte pública em Portugal: entre outras, “Central Tejo”, em Lisboa (2018), “Palácio”, no Porto (2005), “Da Cor das Flores”, na barragem da Bemposta, em Mogadouro (2001), “A Linha do Mar”, em Leça da Palmeira (2019), “Castelo”, em Vila Nova da Barquinha (2012) ou “Neptuno”, em Faro (2020). A sua escultura "Linha do Mar", em Leça da Palmeira, foi vandalizada pouco depois da inauguração, em dezembro de 2019, com as inscrições “vergonha”, “300 mil €”, “os nossos impostos” e “isto é Leça”, remetendo para os elevados custos da escultura, que foi adjudicada a Pedro Cabrita Reis por 307 500 euros pela Câmara Municipal de Matosinhos. Pedro Cabrita Reis alegou que a vandalização da escultura constituía uma "manifestação de extrema-direita", tendo a escultura sido restaurada na sua versão original pela Câmara Municipal de Matosinhos.
O seu traço também pode ser encontrado na música. Assinou a capa do álbum “Acústico” de Júlio Pereira (1994), , realizou uma aguarela para “Quando se ama loucamente”, um álbum de Aldina Duarte (2017), e é também dele a capa do álbum “tudo recomeça”, de Aldina Duarte, lançado em Março de 2022.
O seu trabalho tem sido exposto e está presente em numerosas coleções de museus nacionais e internacionais. A 26 de janeiro de 2023, foi agraciado pelo Presidente da República, Marcelo Rebelo de Sousa, com o grau de Grande-Oficial da Ordem do Infante D. Henrique.

## Colecionador e curador
A partir da década de 1990, Pedro Cabrita Reis começou a reunir uma coleção dedicada a artistas portugueses, num total de 388 obras de 74 artistas, representativa da “Geração de 90” do século XX. Em 2015 a fundação EDP adquiriu esta coleção, “um dos mais significativos acervos de arte contemporânea portuguesa da última década do século XX e da primeira do século XXI”. “Germinal”, a primeira exposição sobre a “Colecção Pedro Cabrita Reis”, teve uma primeira apresentação na Galeria Municipal do Porto, em 2018, seguindo-se nesse mesmo ano a mostra no MAAT, que integrou obras de mais de três dezenas de artistas.
Em 2019, a convite da diretora do Museu Arpad Szenes - Vieira da Silva, Cabrita Reis foi o curador da exposição “Metade do Céu”, que celebrou os 25 anos de atividade da instituição e que reuniu obras de 60 artistas mulheres.

## Documentários
Foram produzidos dois documentários sobre Pedro Cabrita Reis. Teresa Villaverde realizou o filme “A Favor da Claridade” no âmbito da 50ª Bienal de Veneza (2004) e Abílio Leitão (realizador) e Alexandre Melo foram os autores de “Pedro Cabrita Reis” (2012), “uma visão de conjunto da sua obra ao longo de 30 anos”. Pedro Cabrita Reis participou ainda como ator em alguns filmes (ver filmografia).

## Exposições individuais (seleção)
- "Atelier", Mitra, Lisboa, 2024
- "Wunderkammer", Buchmann Galerie, Berlim, 2024
- “Field”, Chiesa de San Fantin, por ocasião da 59ª Bienal de Veneza, 2022
- “Les Trois Grâces”, Louvre Tuileries, Paris, 2022
- “Cabrita – Cabinet d’amateur”, CAC Malaga, Malaga, 2020[27]
- “A roving gaze”, Serralves, Porto 2019
- “Work (always) in progress”, CGAC, Santiago de Compostela 2019
- “Pedro Cabrita Reis”, Mai 36 Galerie, Zurich 2019
- “Pedro Cabrita Reis - La Forêt (Marseille)”, MUCEM, Marseille 2018[28]
- “Col-Lecció per Amor a L’Art. Ornament = Delicte?”, Bombas Gens Centre d’Art, Valencia 2017
- “Parcours”, Art Basel, Basel’s Münsterplatz, Basel 2017
- “Das pequenas coisas”, Atelier-Museu Júlio Pomar, Lisboa 2017[29]
- “Art Unlimited / Basel 2016”, Halls Messe Basel, Hall 2.1, Basel 2016
- “Show me your wound - TEFAF Maastricht”, Maastricht Exhibition and Congress Centre (MECC) 2016
- “Fallen and Standing”, Kewenig Galerie, Palma de Mallorca, 2016;
- “A casa de Coimbra - anozero’15 – um lance de dados, Bienal de Arte Contemporânea de Coimbra”, Sala da Cidade, Refeitório do Convento de Santa Cruz, Coimbra, 2015
- “La casa di Roma - L’Albero della Cuccagna”, MAXXI – Museo Nazionale delle Arti del XXI secolo, Rome, 2015
- “Pedro Cabrita Reis”, Konkrete Mehr Raum!, Osnabrück, 2015
- “Pedro Cabrita Reis”, Kewenig Galerie, Berlin, 2015
- “A few drawings, a façade inside and a possible staircase”, The Arts Club, Chicago, 2015[30]
- “Les lieux fragmentés”, Hotel des Arts, Toulon, 2015
- “Herbarium (Madrid)”, Galeria Juana de Aizpuru, Madrid, 2015
- “The Field”, Peter Freeman Inc., New York, 2014
- “The London angles”, Sprovieri Gallery, London, 2014
- “Fourteen paintings, the preacher and a broken line”, The Power Plant, Toronto, 2014
- “Alguns nomes”, Galeria Mul.ti.plo, Rio de Janeiro, 2014
- “Lifted Gaze”, De Vleeshal, Middelburg, 2014
- “A Remote Whisper”, Palazzo Falier, Venice, 2013
- “States of Flux – Pedro Cabrita Reis", Tate Modern, London, 2011-2013;
- “One after another, a few silent steps” (exposição itinerária), Hamburger Kunsthalle, Hamburg, 2009[31] - Carré D’Art, Nîmes, 2010 - Museum for Contemporary Art, Leuven, 2011 - Museu Colecção Berardo, Lisbon, 2011
- “Deposição”, Pinacoteca de São Paulo, 2010
- “La Línea del Volcán", Museo Tamayo, Mexico City, 2009
- “Pedro Cabrita Reis”, Fondazione Merz, Torino, 2008
- “True Gardens #6”, Kunsthaus Graz, Graz, 2008
- “La ciudad de adentro”, OPA, Guadalajara, 2007
- “Pedro Cabrita Reis”, MACRO, Museo d'Arte Contemporanea, Roma, 2006
- “True Gardens #3 (Dijon)”, FRAC Bourgogne, Dijon, 2004
- “Stillness”, Camden Arts Centre, London, 2004
- “Sometimes one can see the clouds passing by”, Kunsthalle Bern, 2004

## Filmografia
- 1987: Repórter X de  José Nascimento
- 1988: Tempos Difíceis de João Botelho
- 1994: Três Irmãos de Teresa Villaverde
- 1994: Três Palmeiras de João Botelho
- 2018: Mar de Margarida Gil